# Ángel Pons
Ángel Gutiérrez Pons fue un dibujante y caricaturista español de finales del siglo xix.

## Biografía
Notable dibujante y caricaturista, fue más conocido por el segundo de sus apellidos. Acostumbraba a firmar con «A. Pons». En Madrid colaboró en diversas publicaciones periódicas, entre ellas Madrid Cómico, La Broma, El Liberal, Los Madriles, Pluma y Lápiz, La Caricatura (1892), La Lidia (1892) y La Correspondencia. En 1895 emigró a México, donde trabajaría en El Alacrán y otros periódicos. En febrero y octubre de 1901 le dieron por muerto telegramas y periódicos, desmintiéndose sin embargo la noticia más tarde.